# Michal Hlavatý
Michal Hlavatý, né le 17 juin 1998 à Hořovice en Tchéquie, est un footballeur tchèque qui évolue au poste de milieu central au Slovan Liberec.

## Biographie

### En club
Né à Hořovice en Tchéquie, Michal Hlavatý est formé par le FK Příbram avant de rejoindre le FC Viktoria Plzeň en 2016. Il est intégré pour la première fois avec l'équipe première en janvier 2017, durant un camp d'entraînement en Espagne. Hlavatý commence toutefois sa carrière au FK Baník Sokolov, où il est prêté en juillet 2017.
Il débute en professionnel avec ce club, jouant son premier match le 22 juillet 2017 en Coupe de Tchéquie, face au FK SEKO Louny. Il entre en jeu et son équipe s'impose par sept buts à zéro.
Arrivé à l'été 2019, au FK Pardubice, Hlavatý voit son prêt être prolongé d'une saison supplémentaire le 28 juillet 2020.
Le 31 août 2021, il est prêté au FK Mladá Boleslav pour la durée d'une saison.
Le 1er juillet 2024, Michal Hlavatý s'engage en faveur du FC Slovan Liberec. Il signe un contrat de quatre ans, soit jusqu'en juin 2028,.

### En sélection
Avec les moins de 20 ans, il joue un total de huit matchs entre 2017 et 2018, et marque deux buts.
Michal Hlavatý joue son premier match avec l'équipe de Tchéquie espoirs le 14 novembre 2019, contre Saint-Marin. Il entre en jeu à la place de Pavel Bucha et son équipe s'impose par six buts à zéro.